# الضفاضف (إب)

تعديل مصدري - تعديل

الضفاضف محلة تابعة لقرية الضفضف، التابعة لعزلة المقاطن بمديرية إب إحدى مديريات محافظة إب في الجمهورية اليمنية.، بلغ تعداد سكانها 62 حسب تعداد اليمن لعام 2004.